# Anthony Šerić
Anthony Šerić (Sydney, 15. siječnja 1979.), bivši je hrvatski nogometaš.

## Klupska karijera
Podrijetlom je iz Splita, gdje je u Hajduku napravio i svoje prve korake u karijeri provevši u njemu tri godine (1996. – 1999.). Ante, kako su ga Splićani odmah prozvali, iz Hajduka je krenuo na igračku turneju po Italiji gdje je igrao za Hellas Veronu, Bresciju, Parmu i Lazio.
Godine 2005. potpisao je za grčki Panathinaikos. 
Statistika u Hajduku
| Natjecanje        | Nastupi | Zgoditci |
| ----------------- | ------- | -------- |
| Prvenstvo         | 55      | 1        |
| Kup               | 11      | 0        |
| Superkup          | 0       | 0        |
| Međunarodne       | 5       | 0        |
| Splitski podsavez | 0       | 0        |
| Ukupno            | 71      | 1        |
| Prijateljske      | 21      | 7        |
| Sveukupno         | 92      | 8        |

## Reprezentativna karijera
Za hrvatsku reprezentaciju debitirao je 29. svibnja 1998. godine u prijateljskom susretu sa Slovačkom. Godine 1998. bila je svojevrsna prekretnica jer je Ante dobio i poziv australske momčadi.
Iako je s reprezentacijom Hrvatske išao u Njemačku na SP, na svoje treće svjetsko prvenstvo, nije uspio debitirati na najprestižnijem nogometnom natjecanju. Dakle, iako je bio i u Francuskoj i na Dalekom istoku, nije odigrao niti sekundu.

## Priznanja

### Individualna
- Kao član reprezentacije 1998. dobitnik je Državne nagrade za šport "Franjo Bučar".

### Reprezentativna
Hrvatska
- SP Francuska 1998. – bronca